# Mikel Lejarza Eguia
Mikel Lejarza Eguia, El Llop i Gorka dins ETA. Jove basc reclutat a principis dels setanta pel servei d'intel·ligència espanyol SECED (Servei Central de Documentació), ara CNI, amb la finalitat d'infiltrar-se en el nucli d'ETA. Lejarza va arribar a ser-ne cap d'infraestructura, i causà el desmantellament de la direcció de l'organització el 1975, l'arrest dels dirigents Iñaki Mugika Arregi (Ezkerra) i Pedro Ignacio Pérez Beotegui (Wilson) i d'altres 150 membres d'ETA. També es frustraren una campanya d'atemptats i una fugida massiva de presos polítics bascos de la presó espanyola de Segòvia.
ETA va posar preu al seu cap, va empaperar els territoris bascos amb la seva fotografia sota el lema "Es Busca" i, encara avui, segueix essent un objectiu prioritari de l'organització. Josep Maria Aloy, talp a Terra Lliure, va rebre formació i ajut tècnic de Mikel Lejarza sota l'autorització del jutge Baltasar Garzón a finals dels anys 1980.
El Lobo (pel·lícula) és també el títol de la pel·lícula dirigida per Miguel Courtois el 2004, que relata, barrejant ficció i realitat, la història de Lejarza.